# Jatki (przystanek kolejowy)
Jatki – zlikwidowany kolejowy przystanek osobowy w Jatkach w województwie zachodniopomorskim, w Polsce.